# Sonya Erasmus
Sonya Erasmus (* 13. September 1984) ist eine ehemalige kanadische Biathletin.
Sonya Erasmus bestritt ihre ersten internationalen Rennen im Rahmen der Biathlon-Juniorenweltmeisterschaften 2002 in Ridnaun. Im Einzel wurde sie 52. und belegte im Sprint den 53. Rang. Ein Jahr später wurde die Kanadierin in Kościelisko im Einzel 51., im Sprint 47., in der Verfolgung 48. und mit der Staffel 13. 2004 belegte Erasmus in Haute-Maurienne im Einzel Rang 49 und im Sprint Platz 50. In der Verfolgung trat sie ebenso wie mit der Staffel nicht an. Letztmals bei einer Junioren-WM nahm sie 2005 in Kontiolahti teil und erreichte Platz 44 im Einzel, 49 im Sprint und 47 in der Verfolgung.
Erasmus bestritt ihre ersten Rennen bei den Frauen 2006 in Altenberg, nachdem sie schon 2004 mehrere Rennen im Junioren-Europacup bestritten hatte. Als 23. des Sprints und 24. der Verfolgung gewann sie in ihren ersten Rennen sogleich Punkte. Ihr bestes Resultat in der Rennserie erreichte sie 2007 als Siebter eines Verfolgers in Forni Avoltri. Zur ersten internationalen Meisterschaft wurden die offenen Europameisterschaften 2006 in Langdorf. Erasmus wurde 54. des Einzels, 63. des Sprints und mit Cynthia Clark, Lindsey Bolivar und Megan Tandy als Startläuferin der Staffel 15. 2007 debütierte sie im Biathlon-Weltcup und erreichte in ihrem ersten Rennen, einem Sprint in Oberhof, den 76. Platz. Mit der Staffel verpasste er als Elfter an der Seite von Zina Kocher, Sandra Keith und Marie Pierre Parent nur um einen Rang ein Top-Ten-Resultat mit der Staffel. In Pokljuka erreichte sie kurz darauf als 57. in einem Sprint ihr bestes Resultat in einem Einzelrennen in der höchsten Rennserie. Karrierehöhepunkt und -abschluss wurden die Biathlon-Weltmeisterschaften 2007 in Antholz. Sowohl im Einzel wie im Sprint belegte sie den 61. Platz und verpasste damit das Verfolgungsrennen nur um einen Rang. In der Staffel wurde Erasmus mit Kocher, Keith und Parent 14.

## Biathlon-Weltcup-Platzierungen
Die Tabelle zeigt alle Platzierungen (je nach Austragungsjahr einschließlich Olympische Spiele und Weltmeisterschaften).
- 1.–3. Platz: Anzahl der Podiumsplatzierungen
- Top 10: Anzahl der Platzierungen unter den ersten zehn (einschließlich Podium)
- Punkteränge: Anzahl der Platzierungen innerhalb der Punkteränge (einschließlich Podium und Top 10)
- Starts: Anzahl gelaufener Rennen in der jeweiligen Disziplin

| Platzierung         | Einzel | Sprint | Verfolgung | Massenstart | Staffel | Gesamt |
| ------------------- | ------ | ------ | ---------- | ----------- | ------- | ------ |
| 1. Platz            |        |        |            |             |         |        |
| 2. Platz            |        |        |            |             |         |        |
| 3. Platz            |        |        |            |             |         |        |
| Top 10              |        |        |            |             |         |        |
| Punkteränge         |        |        |            |             | 3       | 3      |
| Starts              | 1      | 3      |            |             | 3       | 7      |
| Stand: Karriereende |        |        |            |             |         |        |